# Murray Goldfinch
Murray Goldfinch (Sydney, 16 marzo 1984) è un atleta paralimpico australiano.

## Biografia
Nato a Sydney con disabilità mentale, Goldfinch ha vinto una medaglia di bronzo nel getto del peso ai Giochi di Sydney 2000. Nel 2001, ha ottenuto una borsa di studio per l'Australian Institute of Sport.

## Palmarès
| Anno | Manifestazione     | Sede   | Evento             | Risultato | Prestazione | Note |
| ---- | ------------------ | ------ | ------------------ | --------- | ----------- | ---- |
| 2000 | Giochi paralimpici | Sydney | Getto del peso F20 | Bronzo    | 12,22 m     |      |